# Квіти України
Квіти України — модерністична будівля 1985 року, розташована в Києві на вулиці Січових Стрільців, 49. У 2021 році вона була частково зруйнована забудовником. З того часу навколо будівлі триває протистояння забудовника та активістів, які виступають за її збереження[⇨].

## Опис
Будівля навчально-методичного павільйону «Квіти України» в стилі модернізму архітектора Миколи Левчука отримала відзнаку Національної спілки архітекторів України як один із кращих архітектурних творів 1985 року.
Будинок п'ятиповерховий, загальна висота (включно з технічним поверхом) — 21 м. Головний, північний, фасад вирішений у вигляді каскаду трьох засклених об'ємів на висоту другого, третього і четвертого поверхів відповідно, що на час побудови забезпечували оптимальну інсоляцію приміщення будь-якої пори року за принципом оранжереї. Зовні стіни облицьовані травертином. Над входом нависає східчастий ризаліт із трьома уступами-карнизами. Над вхідною групою розміщено кругле вікно.
Будівля була тактовно вписана в навколишнє архітектурне оточення взірця 1980 року, її висотність точно відповідала висотності сусідніх будинків (вул. Січових Стрільців, 47 і вул. Січових Стрільців, 51/50). Заглиблене розташування споруди зі значним відступом від червоної лінії дозволяло візуально розширити простір вулиці.
Центром внутрішнього планування будинку був атріум, оточений відкритими ярусами галерей.

## Історія
Автор проєкту квіткового магазину-оранжереї «Квіти України» — народний архітектор України Микола Левчук. Проєкт, який переміг на конкурсі 1979 року, оголошеному серед архітекторів «Київпроєкту», після його реалізації здобув премію Спілки архітекторів України як «будівля року» (1986). Від часу введення в експлуатацію (1985) до 2000-х років у споруді, крім найбільшого в Києві магазину квітів, містилися оранжерея, виставкова зала, дослідна база, кімнати для культурно-освітньої роботи (гуртки з флористики), адміністративні й складські приміщення.
Останні 20 років експлуатації будівля втратила свою автентичну функцію, в тому числі атріум перестав функціонувати та існувати як такий. Оранжерея, виставкова зала, дослідна база, кімнати для культурно-освітньої роботи (гуртки з флористики) були закриті. Верхні вітражі були перекриті андуліном, що спотворило ідею оранжереї. Сама будівля була продана комунальним підприємством «Квіти України» і згодом декілька разів перепродавалася.[джерело?] У 2000-х роках у ній розташовувався супермаркет «Бджілка».

### Спроба реконструкції
2019 року «Квіти України» купила компанія Rockwill Group на чолі з Олексієм Пишним, яка вирішила переробити будівлю на восьмиповерховий офісний центр із надбудовою та підземним паркінгом.
Наприкінці червня 2021 року забудовник зрізав 30-річний виноград, який заплітав чільний фасад будинку, та почав демонтувати інтер'єр, у тому числі оригінальні люстри й вітражі, вкриті андуліном.
На момент початку реконструкції будівля виконувала функцію офісного центру з приміщеннями соціальної сфери (магазин «Бджілка») на першому поверсі.[джерело?]
6 липня 2021 року поблизу будівлі відбувся мітинг, на якому громадські активісти вимагали реставрувати модерністичну споруду, а не реконструювати її на типовий торгово-офісний центр. Новий фасад будівлі, що міститься в рендері реконструкції від забудовника, може зруйнувати історичний ансамбль вулиці Січових Стрільців. Організатори й учасники мітингу наголошували на необхідності надання будівлі «Квітів України» охоронного статусу пам'ятки архітектури від Міністерства культури України та Департаменту охорони культурної спадщини КМДА. 

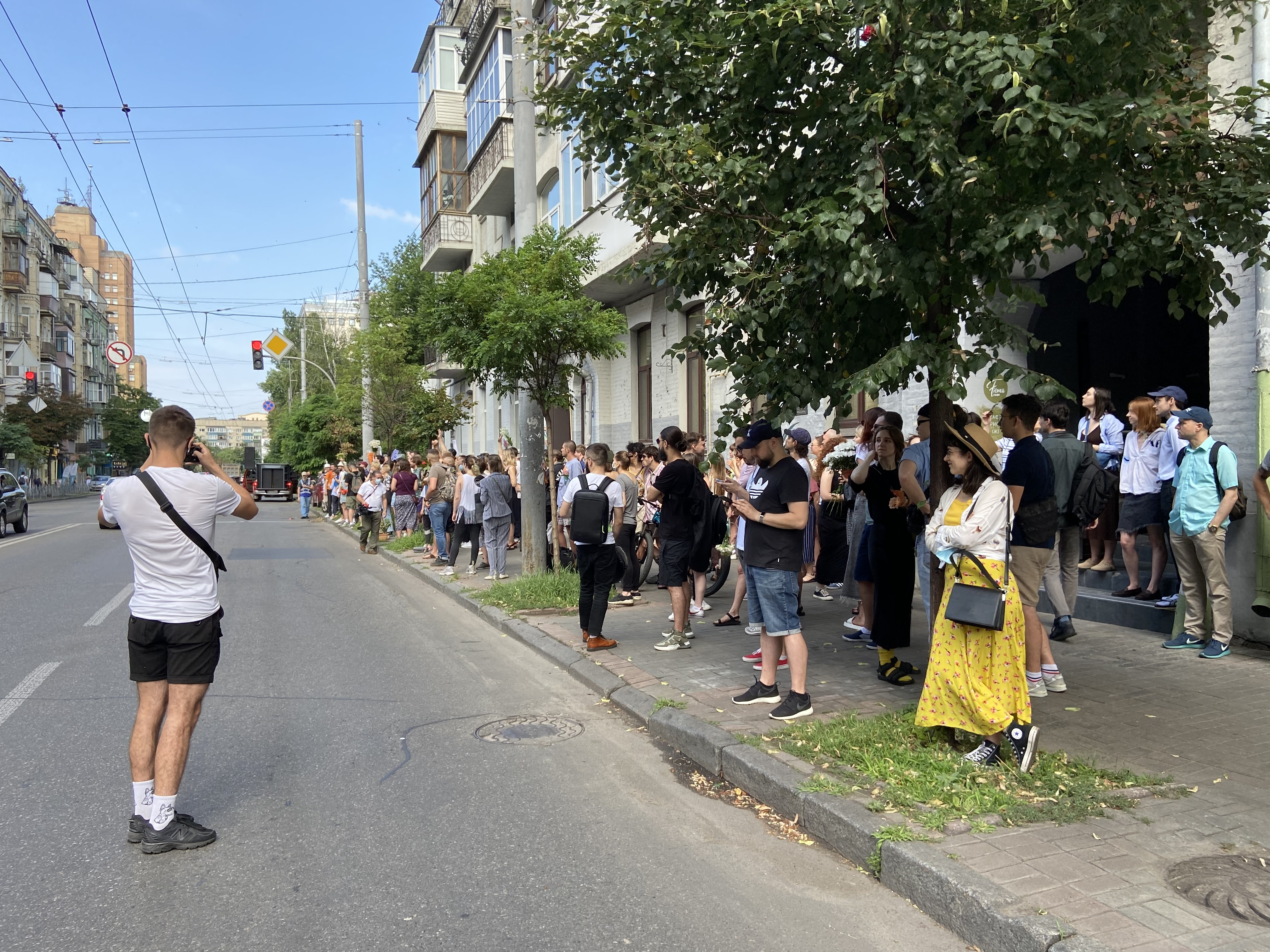
Мітинг проти реконструкції будівлі, 6 липня 2021
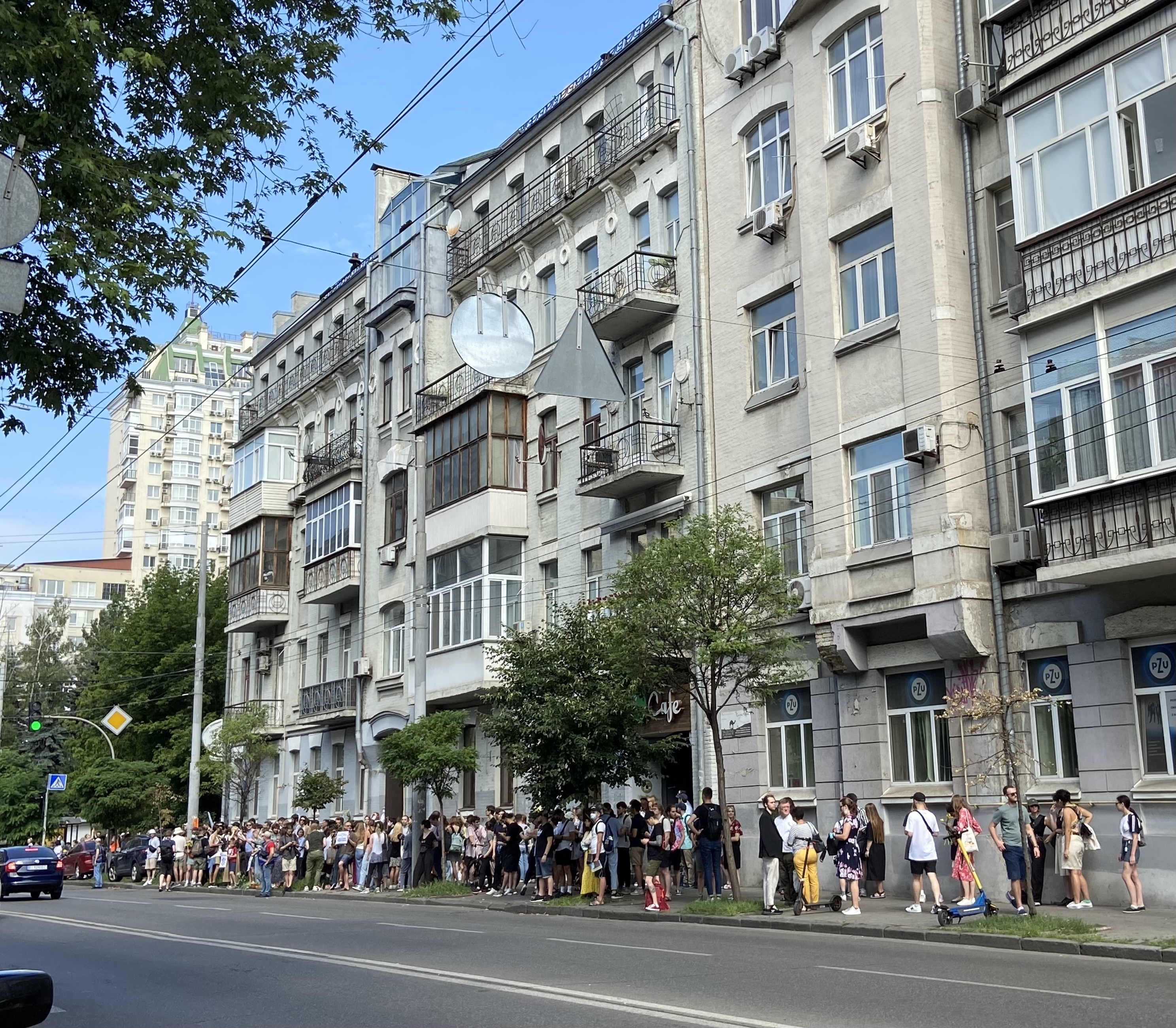
Мітинг проти реконструкції з іншої сторони вулиці
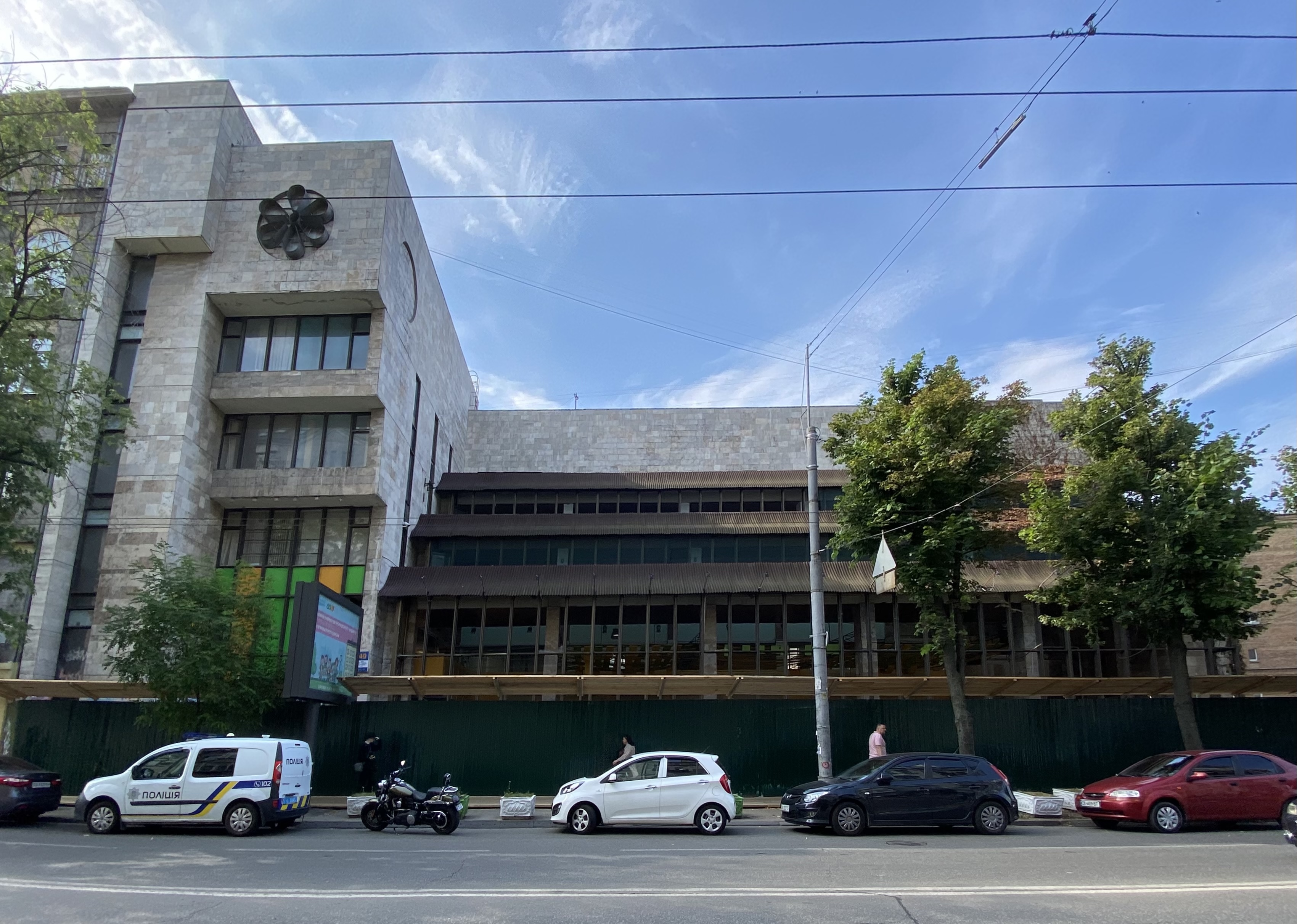
Будинок Квіти України 6 липня 2021 року

12 липня 2021 року власник будівлі розпочав демонтаж головного фасаду павільйону «Квіти України», що обурило місцевих мешканців, які у відповідь зруйнували паркан навколо будинку і почали блокувати будівельну техніку. Згодом у своєму фейсбуці міністр культури України Олександр Ткаченко висловився про необхідність зупинки демонтажу «Квітів України», вирішення питання про надання охоронного статусу будівлі, а також закликав міського голову Києва Віталія Кличка ретельніше підходити до видання містобудівних умов та обмежень для будівель, розташованих в історичному ареалі міста. 13 липня Шевченківський районний суд міста Києва наклав арешт на будівлю і виніс рішення про заборону ведення будь-яких будівельних робіт на час досудового розслідування.

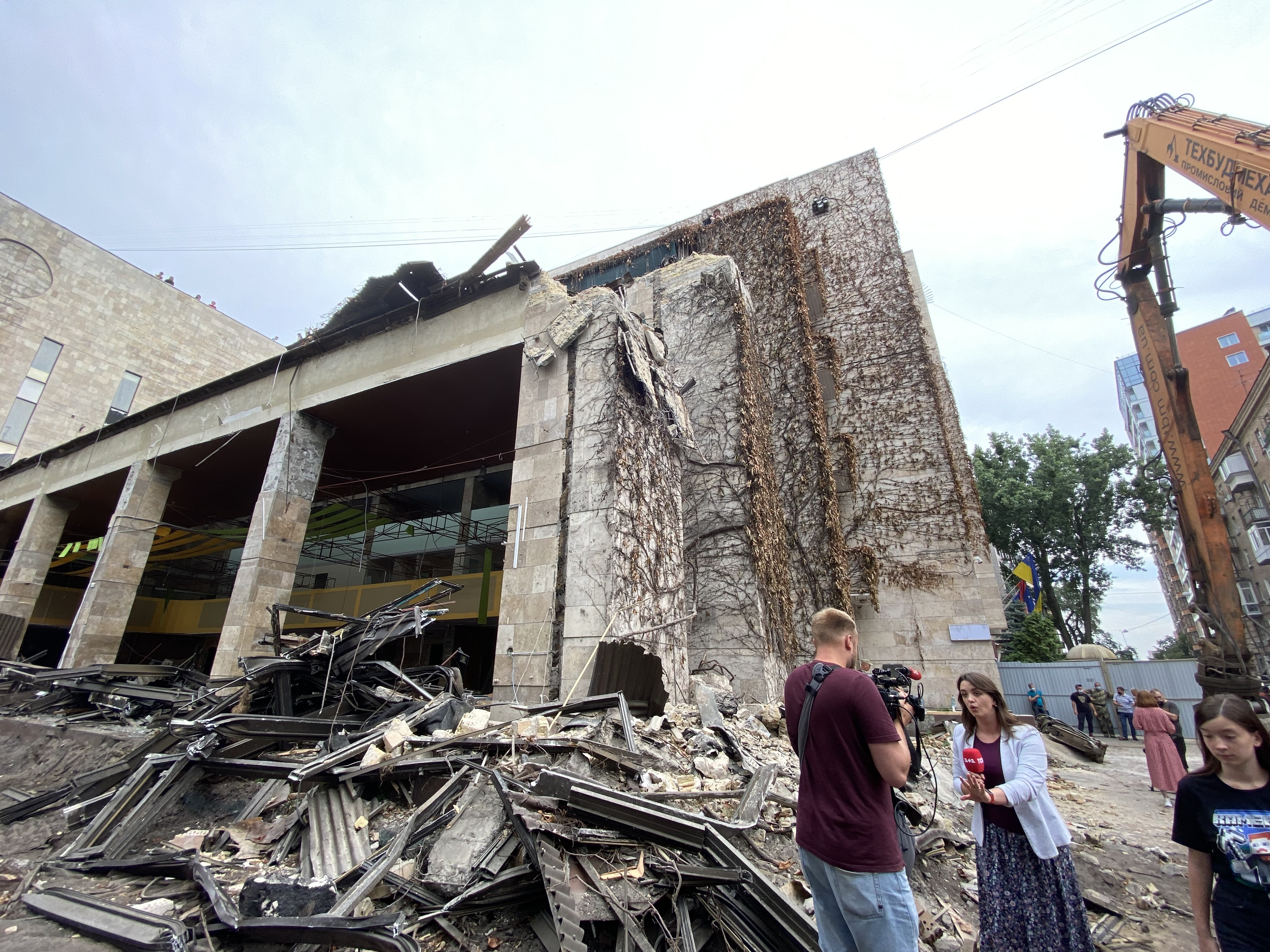
Наслідки демонтажу фасаду будівлі, 12 липня 2021
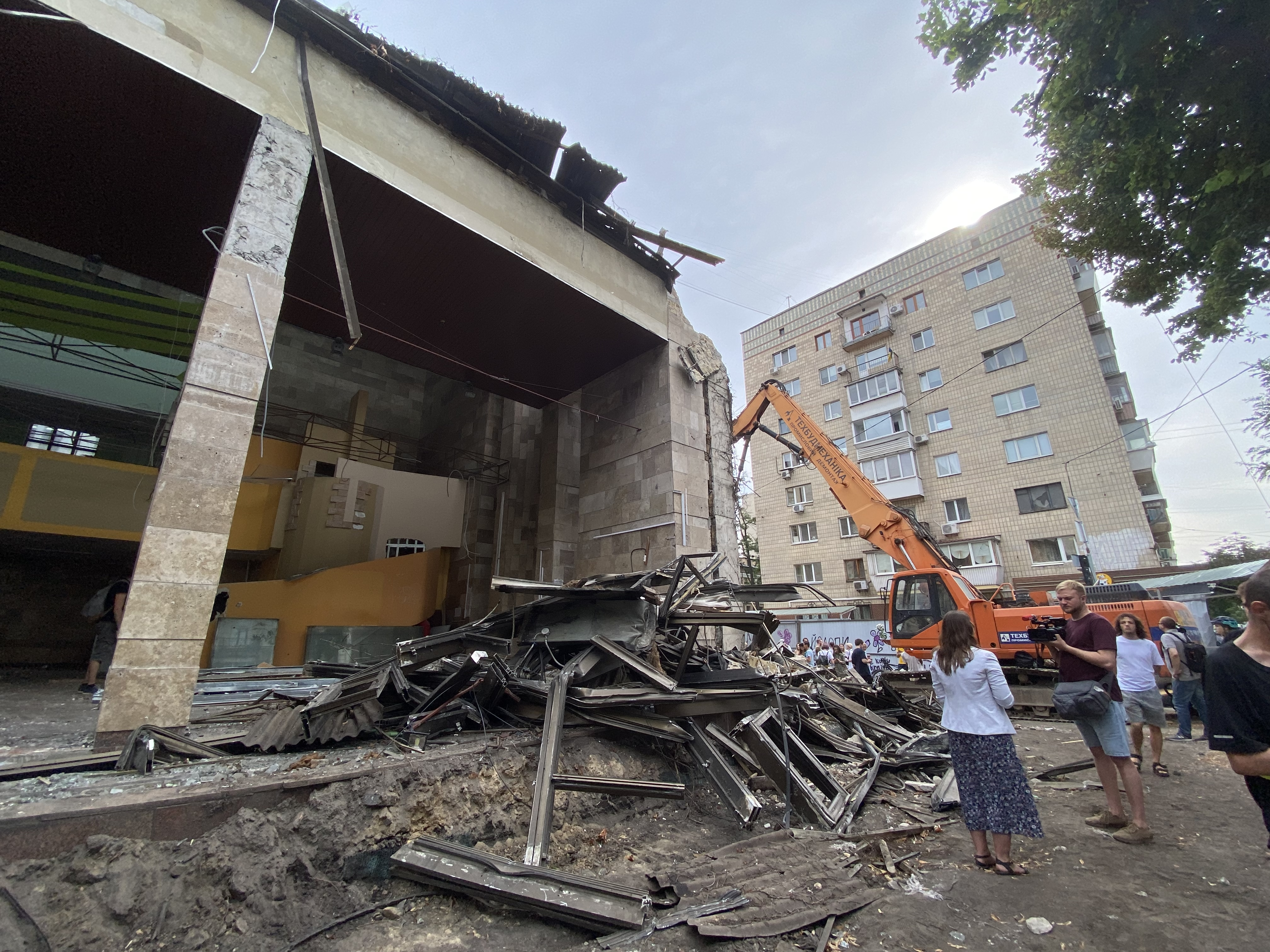
Наслідки демонтажу та мітинг
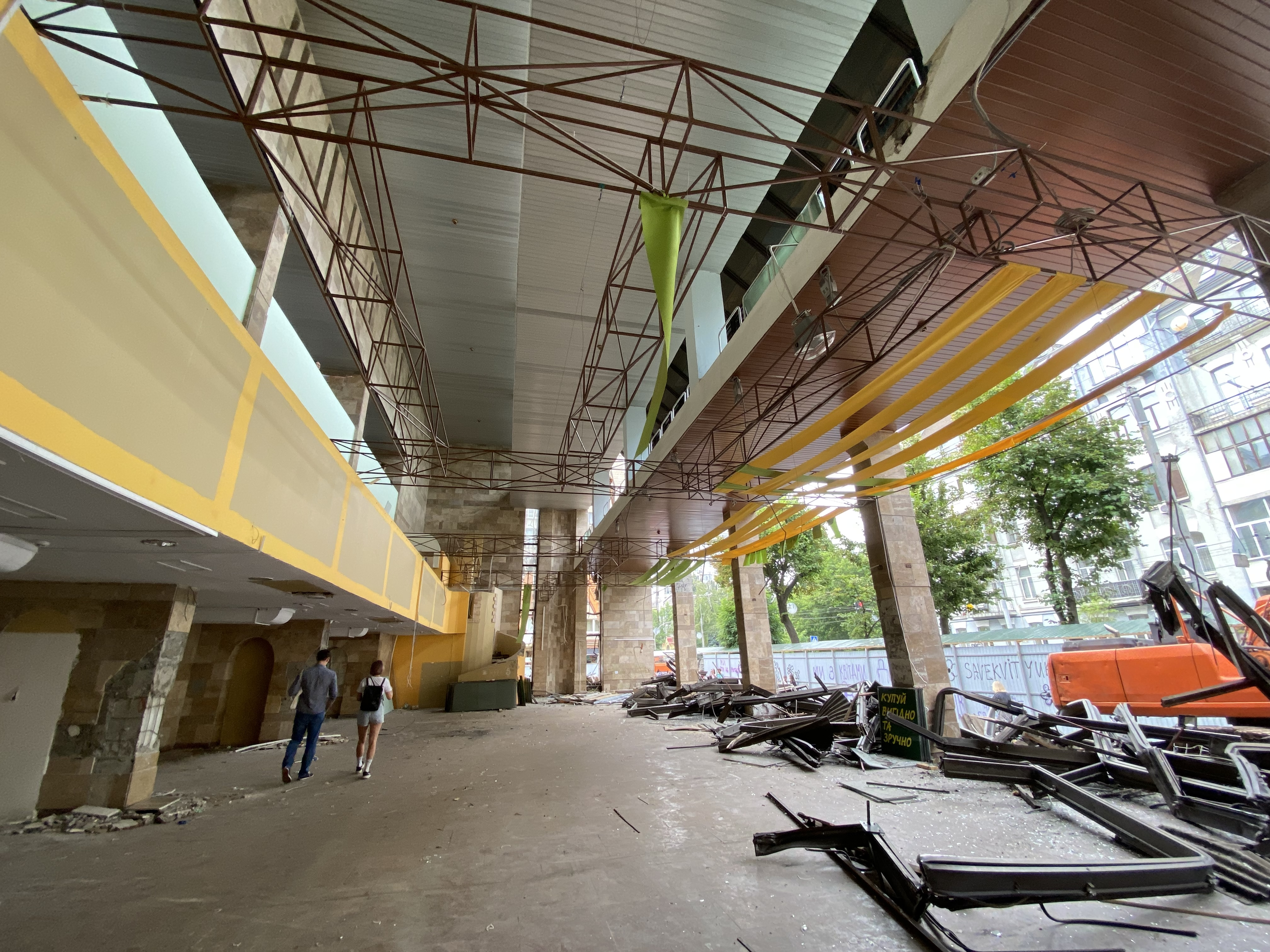
Руйнування всередині будівлі
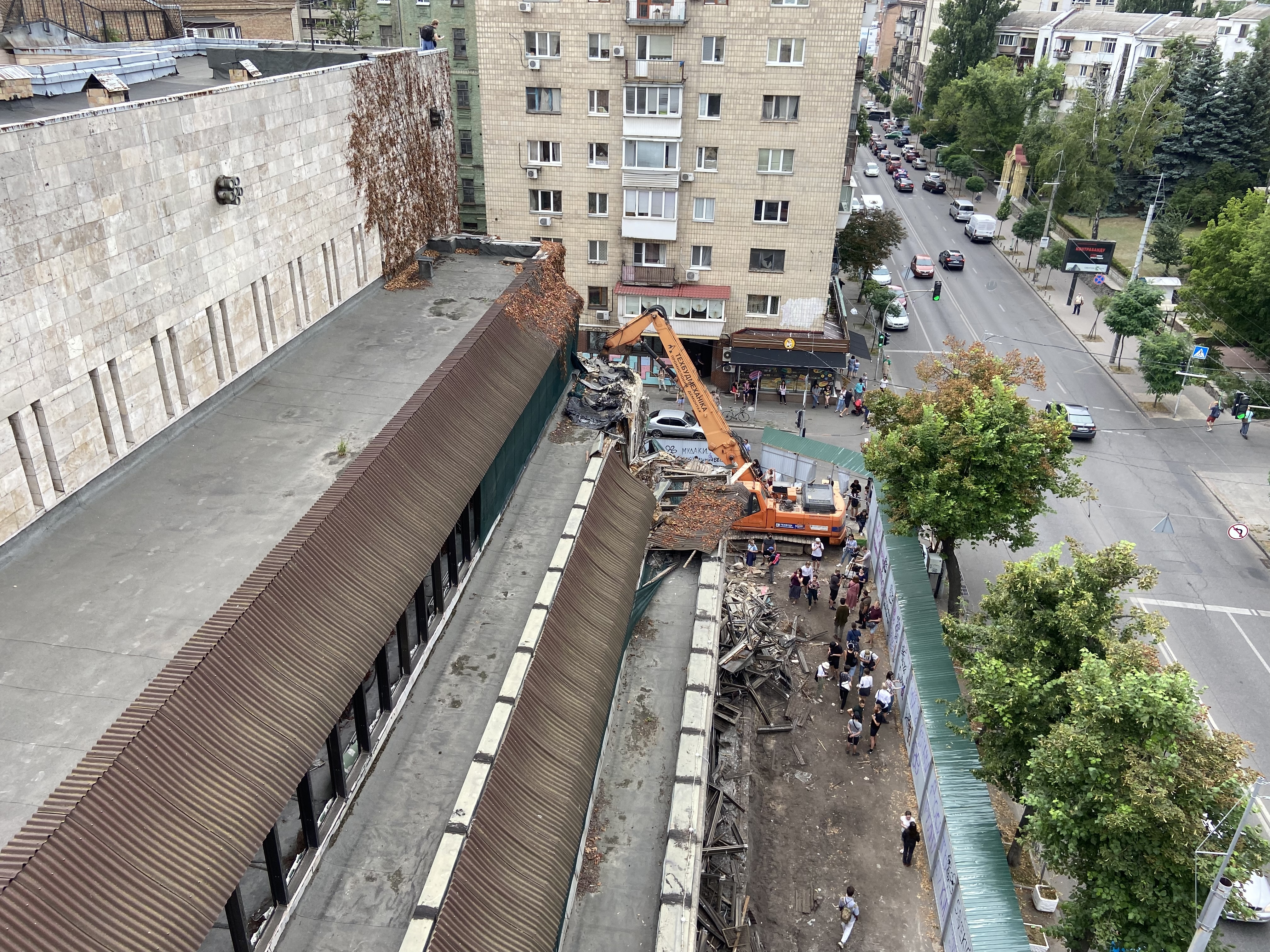
Вид на будівельний майданчик з даху
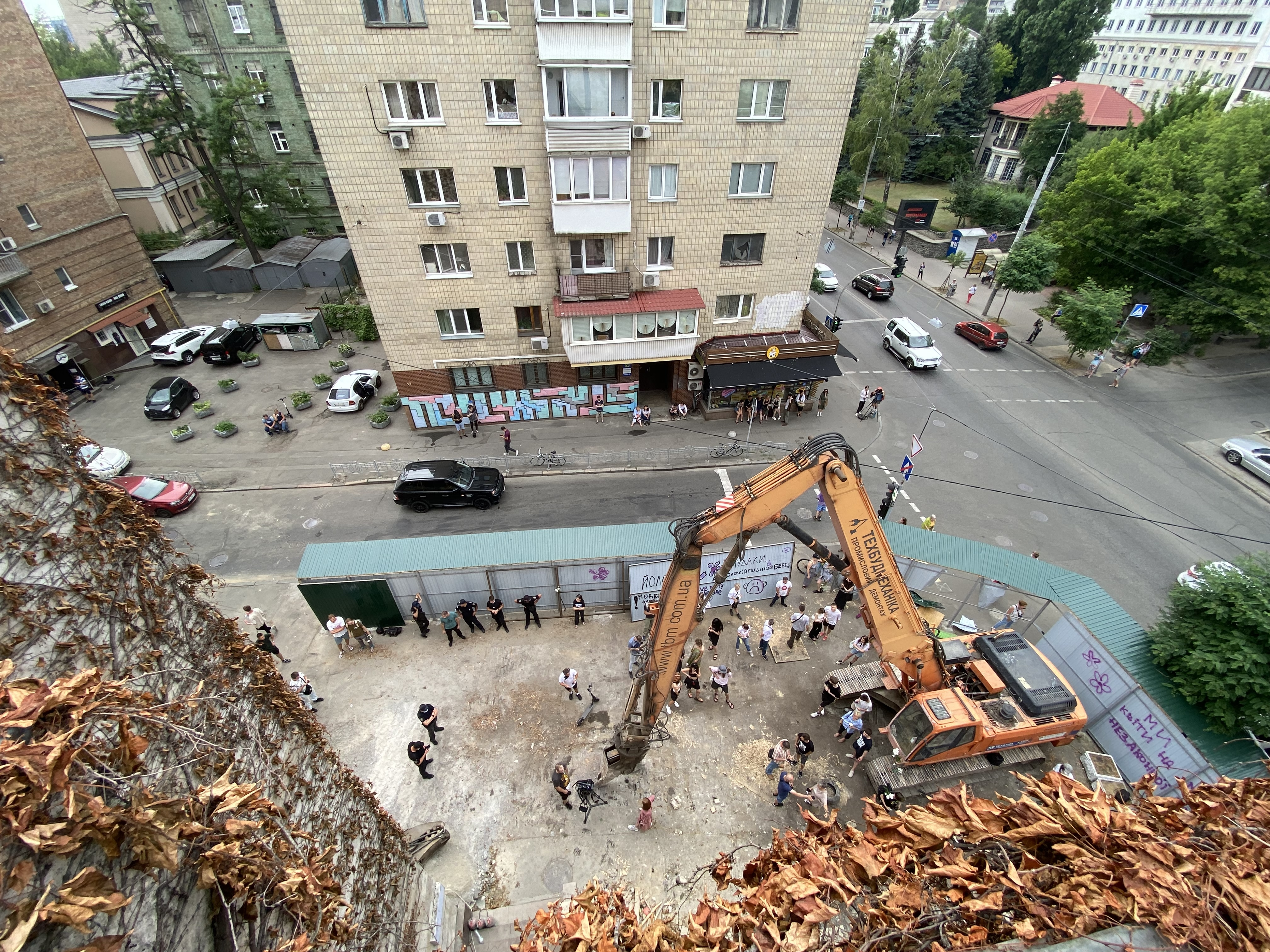
Будівельна техніка забудовника

23 липня 2021 року Міністерство культури й інформаційної політики повідомило про підписання меморандуму із низкою громадських організацій щодо збереження об'єктів культурної спадщини другої половини XX століття. До цих об'єктів відноситься зокрема будівля «Квітів України». Меморандум також полягає на створенні робочих груп по регіонах для відслідковування, ідентифікації та внесення в реєстри об'єктів культурної спадщини.
3 серпня 2021 року Департамент охорони культурної спадщини КМДА вніс будівлю «Квіти України» до Переліку об'єктів культурної спадщини Києва і направив копію наказу до Міністерства культури та інформаційної політики для внесення до державного реєстру пам'яток. 6 серпня міністерство внесло будівлю до реєстру державних пам'яток.
2 грудня 2022 року, наприкінці свого існування, Окружний адмінсуд Києва розглянув за скороченою процедурою позов забудовника, прийняв всі його аргументи та скасував припис Мінкульту про заборону на будівництво та рішення про надання будівлі статусу пам'ятки.
31 жовтня 2023 року Шостий апеляційний адміністративний суд задовольнив апеляцію Мінкульту та низки інших установ та організацій, відмовив у скасуванні занесення будівлі до Державного реєстру пам’яток та залишив у силі припис Мінкульту про припинення будівельних робіт.